# ヴィカース (エンジン)
ヴィカース (Vikas) はインド宇宙研究機関 (ISRO) によって製造される液体燃料ロケットエンジンである。1970年代に液体推進システムセンターでNambi Narayananと彼のチームによって開発された。
フランスの技術協力を受けているが、設計のコピーではなく、インドとフランスが協力してバイキングエンジンを元に開発された。それぞれのエンジンは別設計である。ジンバル機構を備え角度を変えることが可能である。
インドの人工衛星打ち上げ用のロケットであるPSLVとGSLVの2段目及び機体周囲に備える4基の液体燃料補助ロケットに用いられる。また、LVM3のL110コアステージでは2基がクラスター化されて使用される。GSLVとPSLVに積載する推進剤が40トンであるが、LVM3に積載する推進剤は55トンである。

## 技術的詳細
約40トンの非対称ジメチルヒドラジン (UDMH) を燃料として、四酸化二窒素 (N2O4) を酸化剤として使用し、最大推力は725kNである。推力増強型の燃焼室の圧力は旧型の52.5 barに対して58.5 barに達し、推力は800 kNである。
前述のとおり、フランスのCNES/SEPによって開発されたバイキング 4Aの技術協力を受けている。 ヴィカースの第一の違いは燃焼時間が長い事である。